# Anthony Nelson (homme politique)
Pour les articles homonymes, voir Anthony Nelson et Nelson.
Richard Anthony Nelson (né le 11 juin 1948) est un homme politique et banquier britannique. Il fait ses études à la Harrow School où il est préfet et au Christ's College de Cambridge, où il obtient une maîtrise (avec distinction) en économie et en droit. Après s'être présenté sans succès pour Leeds East en février 1974, il est élu député conservateur de Chichester en octobre 1974 et reste dans ce poste jusqu'à ce qu'il se retire aux élections générales de 1997 et reprenne une carrière dans le secteur bancaire en tant que vice-président de Citigroup.

## Carrière politique
Avant de rejoindre le Parlement, Nelson fonde le Groupe d'action pour la réforme pénale, est membre fondateur de l'Association nationale des victimes et membre du Conseil de la Ligue Howard. Au Parlement, il est membre du Comité spécial de la science et de la technologie de 1975 à 1979. Il est secrétaire parlementaire privé du ministre du logement et de la construction de 1979 à 1983 et du ministre des forces armées de 1983 à 1985. Il est Secrétaire économique du Trésor de 1992 à 1994; Ministre d'État au Trésor 1994–1995; et Ministre d’État au Département du commerce et de l’industrie de 1995 à 1997.
En 1988, en tant que député d'arrière-ban, Nelson présente un projet de loi d'initiative parlementaire visant à diffuser les débats de la Chambre des communes malgré le fait que Margaret Thatcher soit contre cette décision. Initialement, c'est pour une période d'essai de 18 mois avant de devenir permanent après le soutien de parlementaires clés (notamment la vice-présidente Betty Boothroyd) . Il présente également un certain nombre d'amendements à la législation renforçant la protection des investisseurs, des déposants et des titulaires de police. En tant que ministre, Nelson est responsable de la politique économique et monétaire ainsi que de la supervision du secteur des services financiers sous les chanceliers successifs de l'Échiquier, Norman Lamont et Kenneth Clarke. En tant que ministre du Commerce et de l'Industrie, il est responsable de la politique et de la promotion des exportations ainsi que de la reconstruction et du renouvellement du Lloyd's de Londres.
Ardent pro-européen dans et hors du Parlement, Nelson succède à Lord Marshall de Knightsbridge comme président de la Grande-Bretagne en Europe en 2004 

## Carrière dans les affaires
Après avoir quitté Cambridge en 1969, Nelson rejoint la banque d'affaires Rothschild & Co, où il travaille en tant que gestionnaire d'actifs et analyste de recherche. Il est directeur du conseil d'administration du Chichester Festival Theatre de 1982 à 1992. Après avoir quitté le gouvernement et le Parlement en 1997, il rejoint Schroder Salomon Smith Barney en tant que directeur général et est nommé vice-président de Citigroup 2000-08. Il est président de Southern Water 2002-04 et président de Gateway to London, un partenariat public-privé engagé dans la régénération d'East London, 2002-2008.
Nelson est également gouverneur du Chartered Institute of Bankers (aujourd'hui Institute of Financial Services); directeur des services financiers internationaux de Londres (maintenant TheCityUK) et membre du conseil d'administration de la Chambre de commerce internationale du Royaume-Uni. Il est membre de la Royal Society of Arts, Manufactures and Commerce.

## Vie privée
Anthony Nelson est le fils du capitaine Gordon Nelson. Il est né à Hambourg, en Allemagne. En 1974, il épouse Caroline Victoria Butler et ils ont deux enfants, Charlotte-Anne (1979) et Carlton (1981), tous deux mariés.